# Chemin de Fer de Vallée de l’Ouche
| Chemin de Fer de Vallée de l’Ouche |                     |                                 |                                 |
| Streckenverlauf |                     |                                 |                                 |
| Streckenlänge: | 6,8 km              |                                 |                                 |
| Spurweite: | 600 mm (Schmalspur) |                                 |                                 |
| |                     |                                 |                                 |
| \| \| 6,8 \| Pont-d’Ouche 1994 \| Pont-d’Ouche 1994 \| \| \| 6,2 \| La Garenne[1] \| La Garenne[1] \| \| \| 5,0 \| Thorey-sur-Ouche \| Thorey-sur-Ouche \| \| \| 3,5 \| Pré Magnien[2] \| Pré Magnien[2] \| \| \| 2,6 \| Les Cudilles \| Les Cudilles \| \| \| 1,7 \| Oucherotte 30. April 1978 \| Oucherotte 30. April 1978 \| \| \| 0 \| Bligny-sur-Ouche 30. April 1978 \| Bligny-sur-Ouche 30. April 1978 \| |                     |                                 |                                 |
| Haltepunkt / Haltestelle Streckenanfang | 6,8                 | Pont-d’Ouche 1994               | Pont-d’Ouche 1994               |
| ehemaliger Bahnhof | 6,2                 | La Garenne                      | La Garenne                      |
| ehemaliger Haltepunkt / Haltestelle | 5,0                 | Thorey-sur-Ouche                | Thorey-sur-Ouche                |
| ehemaliger Bahnhof | 3,5                 | Pré Magnien                     | Pré Magnien                     |
| ehemaliger Bahnhof | 2,6                 | Les Cudilles                    | Les Cudilles                    |
| ehemaliger Haltepunkt / Haltestelle | 1,7                 | Oucherotte 30. April 1978       | Oucherotte 30. April 1978       |
| Kopfbahnhof Streckenende | 0                   | Bligny-sur-Ouche 30. April 1978 | Bligny-sur-Ouche 30. April 1978 |

Die Chemin de Fer de Vallée de l’Ouche (C.F.V.O.) ist eine 6,8 km lange Museums-Schmalspurbahn mit einer Spurweite von 600 mm. Sie führt von Bligny-sur-Ouche nach Pont-d’Ouche im Département Côte-d’Or in der Region Bourgogne-Franche-Comté in Frankreich.

## Streckenverlauf
Die Strecke verläuft auf der Trasse der von 1829 bis 1835 gebauten Chemin de fer d’Épinac, einer ehemaligen Regelspurbahn, die von Épinac zum Canal de Bourgogne führte. Ausweichstellen gibt es in Pré-Magnien und La Garenne. Da der Haltepunkt in Pont-d’Ouche einspurig ist und keinen Wasserturm hat, schiebt die Lokomotive den Zug auf dem Rückweg jeweils bis La Garenne, wo sie umgesetzt wird.

## Geschichte
Die Idee für die Schmalspurbahn entstand 1968, als eine Gruppe von Amateuren einen Teil der alten Département-Bahnen der Côte d’Or wiederbeleben wollte. Die knapp 7 Kilometer lange Strecke wurde abschnittsweise wieder aufgebaut und in Betrieb genommen.
Ursprünglich hieß die Vereinigung ARVO (Association du Rail de la Vallée de l’Ouche), änderte aber während der Generalversammlung vom 8. März 2003 ihren Namen in CFVO (Chemin de Fer de la Vallée de l’Ouche).

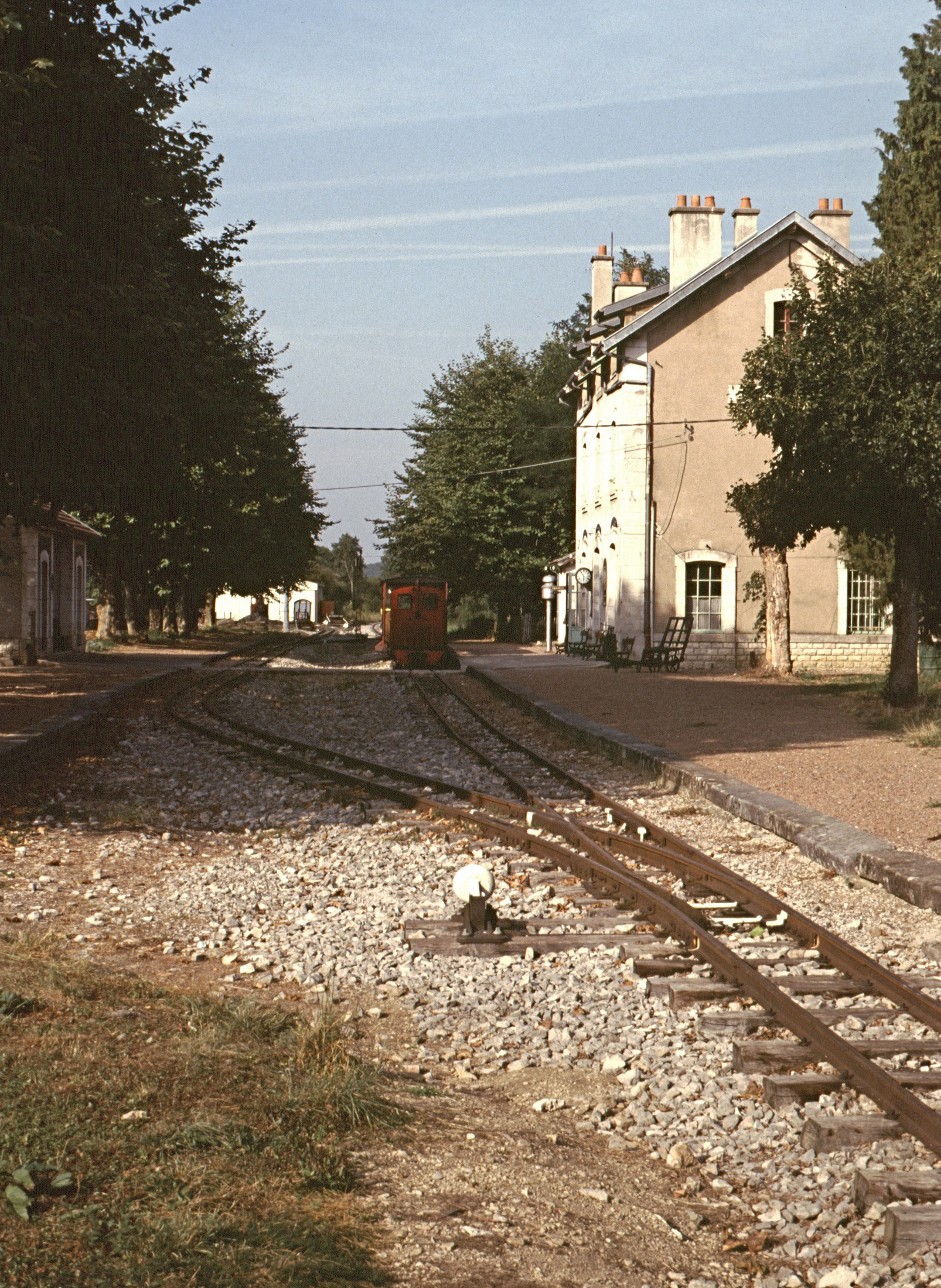
Bahnhof Bligny (1993)
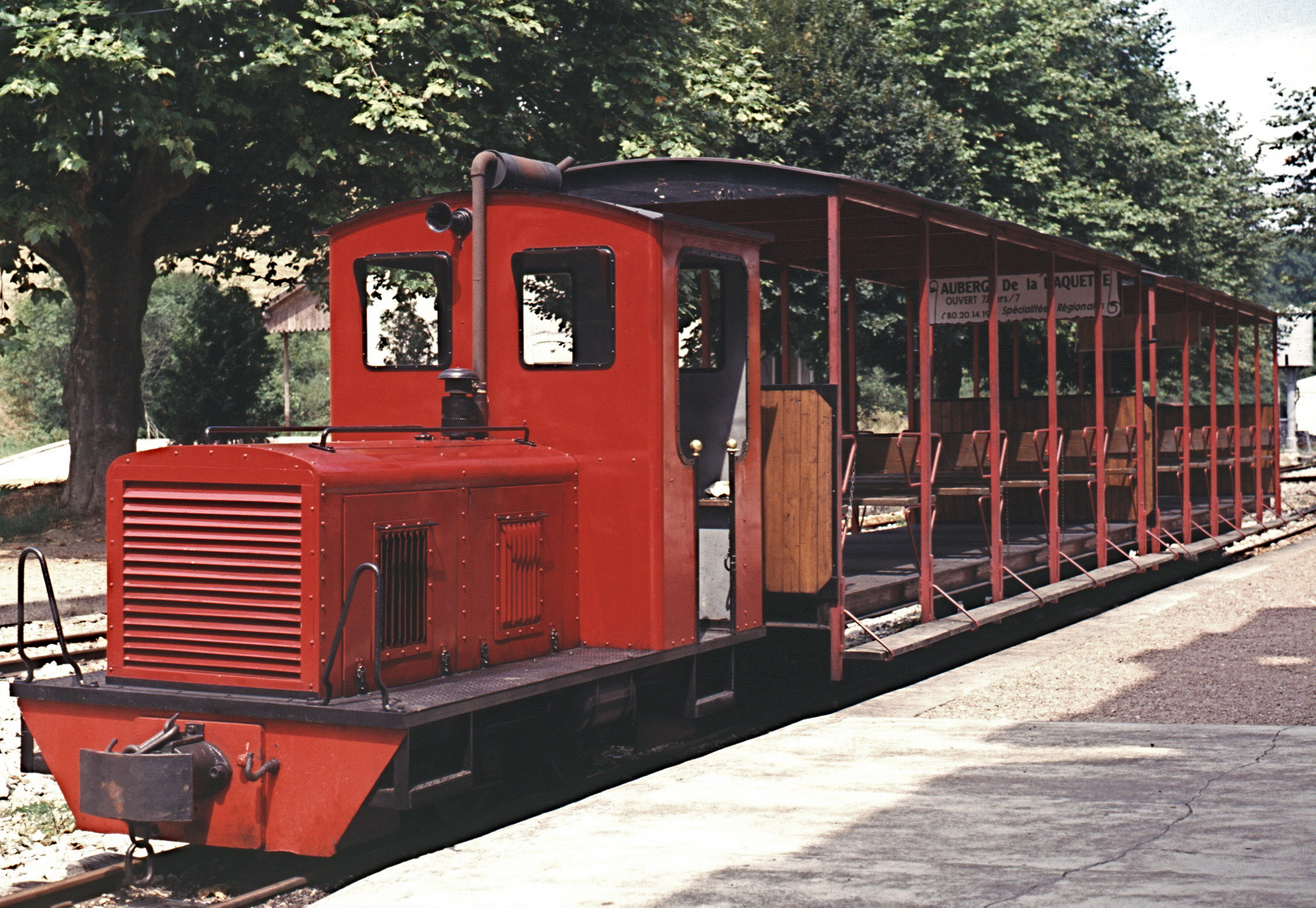
Jung-Diesellok mit Sommerwagen (1993)
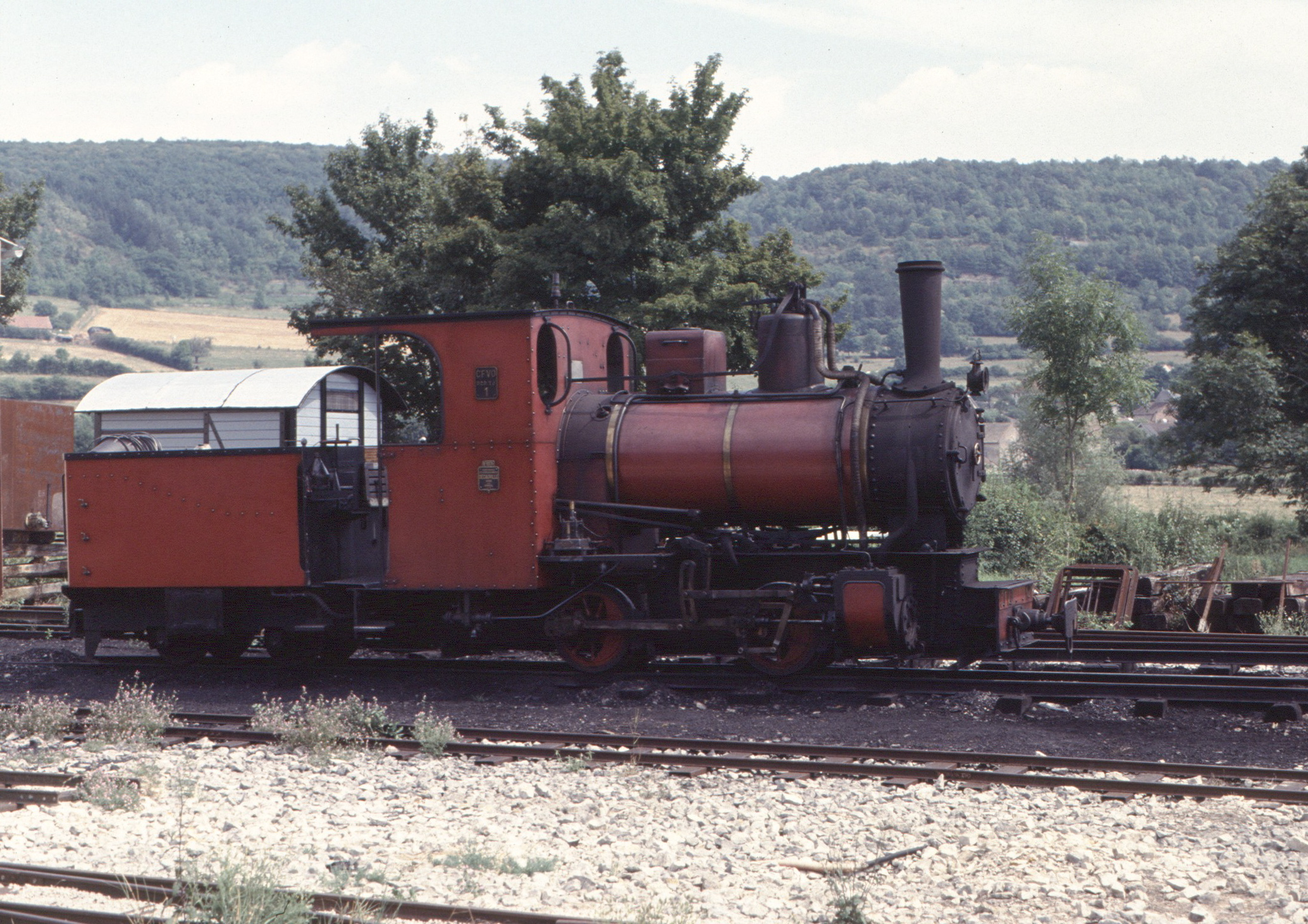
B-gekuppelte Dampflokomotive 1 (1993)

## Schienenfahrzeuge
| Modell | Marke                | Bauart                  | Herkunft | Hergestellt in | Werks-Nr./Baujahr | Ankunft bei der CFVO | Foto                                 |
| ------ | -------------------- | ----------------------- | --- | -------------- | ----------------- | -------------------- | ------------------------------------ |
|        | Couillet             | Dampflok C 2nt          | Hergestellt 1910 bei den Usines Métallurgiques du Hainaut (Société Couillet), bis 1965 in der Zuckerfabrik von Maizy eingesetzt, anschließend bei verschiedenen Museumsbahnen, seit 2001 bei der CFVO; Monument historique                                                                                            | Belgien        | Nr. 1586/1910     | 2001                 |                                      |
|        | Henschel-Decauville  | Dampflok Typ Riesa B 2n | Hergestellt bei Henschel, verkauft von Decauville an Ateliers et Forges de la Loire (640 mm), mit Schlepptender modifiziert in Bligny-sur-Ouche | Frankreich     | Nr. 6034/1946     |                      |                                      |
|        | Ateliers de la Meuse | Dampflok 1'C 2nt        | Wurde neu an die Zuckerfabrik in Bucy-le-Long geliefert und 1950 von der Zuckerfabrik Maizy erworben, wo sie bis 1964 Zuckerrübenzüge zog. Wurde dann von Eisenbahnfreunden konserviert, zunächst im Chemin de Fer Touristique de Meyzieu, später in Pithiviers eingesetzt, bevor sie 2005 nach Bligny-sur-Ouche kam. | Belgien        | Nr. 3932/1938     |                      |                                      |
| ZL105  | Jung                 | Diesellok               | | Deutschland    | 1946              | 1982                 | lien=Fichier:Jung_dit_%22Yoyo%22.jpg |
|        | LLD-Deutz            | Diesellok               | Wurde in einem Steinbruch in der Région parisienne verwendet. | Frankreich     | 1955              | 1978                 |                                      |
| DH120  | Poldi                | Diesellok               | Öffentlicher Bahnverkehr in Tschechien | Tschechien     |                   | März 2009            |                                      |
|        | Simplex              | Diesellok               | Wurde in einem Schieferbruch in Großbritannien verwendet. | England        |                   |                      |                                      |

## Film und Fernsehen
Die CFVO hat bei verschiedenen Gelegenheiten Filmteams für die Herstellung von Filmen beherbergt. Dazu gehören Le Mur, un retard en pierre, ein Film von Roland Pellarin, der die Entstehung des Reformationsdenkmal in Genf nachzeichnet, aber auch der Film Le Manuscrit du Dôme, ein Film mit Laëtitia Milot über die Geschichte des Puy de Dôme.